# 牛仔和外星人
是一部2011年美國西部科幻電影，由強·法夫洛執導。主演是丹尼爾·克雷格、哈里森·福特和奧莉菲亞·維特。本片改編自斯科特·米謝爾·羅森堡的2006年同名圖文小說。於2011年7月29日開始在美國和加拿大上映。

## 剧情
在1873年的新墨西哥領地，一名男子在沙漠中受伤醒来，左手腕上戴着一个奇怪的金属手环，却毫无记忆。他漫无目的地来到名为“赎罪镇”的地方，受到传教士米查姆的救治。当地治安官约翰·塔加特认出这个陌生人是名为杰克·洛纳根的通缉犯。杰克试图反抗逮捕，但神秘女子艾拉·斯文森突然介入。塔加特准备将杰克和任性的醉鬼珀西·多拉海德一同押送到圣菲接受审判。珀西的父亲是强势而富有的牧场主伍德罗·多拉海德上校，他带着武装手下赶到，要求释放珀西，并索要杰克，因为杰克曾偷走他的黄金。然而，就在双方僵持之际，外星飞船突然袭击小镇。飞船底部射出的金属钩索抓走了珀西、塔加特及其他镇民。就在此时，杰克手腕上的金属手环竟然自行启动并变形为武器，他成功击落一艘飞船，迫使敌人撤退。
多拉海德、艾拉以及剩下的镇民组成了一支追击队，跟踪从坠毁飞船中逃出的受伤外星生物。与此同时，杰克来到一座废弃小屋，在闪回记忆中，他回忆起自己曾带着偷来的黄金回到这里，并与自己的爱人爱丽丝一起被外星人绑架。记忆逐渐恢复后，他决定加入追击队。当天晚上，他们在一艘倾覆的外輪蒸汽船中宿营——显然，这艘船是被外星人从遥远的河流搬运至此。在深夜，一只外星生物袭击了营地，米查姆为了保护塔加特的孙子埃米特，英勇牺牲。
第二天清晨，大部分队伍成员因恐惧而逃散，而杰克的旧日帮派趁机对剩下的人发动袭击。杰克曾在上一次劫掠后夺走他们的战利品，他试图重新掌控局势，但未能成功。这时，外星人再次袭击，并绑架了艾拉。杰克奋不顾身跳上飞船，与外星飞行员搏斗，最终导致飞船坠入河中。飞行员幸存并袭击艾拉，致其身受重伤，但最终被杰克用腕部武器击杀。
幸存者们随后被奇里卡瓦的阿帕契美洲原住民俘虏，原住民认为这些外来者是导致怪物袭击的罪魁祸首。然而，当他们将艾拉的尸体扔进火中时，她竟奇迹般地复活，并自火焰中走出。艾拉揭示了自己的真实身份——她是来自另一个星球的外星人，来到地球是为了帮助人类抵抗这些入侵者，因为他们曾毁灭了她的母星。艾拉解释说，这些外星人正在开采黄金，同时绑架人类进行实验。他们拥有强大而先进的武器，并且比人类更为强壮和耐久。唯二可以轻松杀死牠们的方式，就是使用杰克的腕部武器或精准的步枪射击。她警告大家，之前的袭击者只是侦察兵，如果不尽快消灭这些外星人，他们将彻底摧毁地球上的一切生命。在阿帕契藥婆的帮助下，杰克服下一种药剂，记忆完全恢复——他目睹了爱丽丝被外星人活体解剖并安乐死，而他自己则靠偷走腕部武器才得以逃脱。他也终于记起了外星人的基地位置——他们的母舰已降落在附近。
得知这些信息后，幸存者们决定对外星人发起攻击。杰克离开队伍，说服他的旧日帮派加入战斗，而多拉海德则率领原先的队伍和阿帕契战士组成联军。在战术引导下，他们成功将外星人引入地面战斗，杰克和艾拉则趁机潜入母舰，试图解救被绑架的人类。然而，杰克被外星人俘获，多拉海德挺身而出，救下杰克，并联手杀死了导致爱丽丝死亡的那名外星生物（杰克曾在逃脱时留下的伤痕使牠易于辨认）。在母舰准备起飞时，外星人开始撤离地球，但艾拉选择留下来终结这一威胁。她进入飞船核心，利用杰克的腕部武器将其转换成炸弹，引发巨大爆炸，彻底摧毁了母舰。
外星人被消灭后，被绑架的镇民逐渐恢复记忆，而镇民们决定用外星人留下的金矿重建家园。杰克本愿意自首，因为他仍是个通缉犯，但治安官和多拉海德都同意对外宣称杰克已经死于外星入侵。最终，杰克默默地离开了小镇，消失在广阔的西部荒野之中。

## 演員
- 丹尼爾·克雷格 飾演 Jake Lonergan
- 哈里遜·福特 飾演 上校Woodrow Dolarhyde
- 奧莉菲亞·維特 飾演 Ella Swenson
- 山姆·洛克威爾 飾演 Doc
- 保羅·迪諾 飾演 Percy Dolarhyde
- 克蘭西·布朗 飾演 Meacham
- 凱斯·卡拉定 飾演 警長John Taggart
- 諾亞·林格（英语：Noah Ringer） 飾演 Emmett Taggart
- 亞當·畢奇（英语：Adam Beach） 飾演 Nat Colorado
- 艾碧該·斯賓塞（英语：Abigail Spencer） 飾演 Alice
- 安娜·狄拉·雷格拉 飾演 María
- 華頓·哥金斯 飾演 Hunt
- 胡里奧·塞迪略（英语：Julio Cesar Cedillo） 飾演 Bronc
- 大衛·奧哈拉 飾演 Pat Dolan
- 托比·哈斯 飾演 Roy Murphy
- 勞爾·楚吉羅（英语：Raoul Trujillo） 飾演 Black Knife
- Paul Ortega 飾演 阿帕契族巫醫

## 迴響

### 專業評價
爛番茄新鮮度44%，基於239條評論，平均分為5.6/10，而在Metacritic上得到50分，IMDB上得6分，評價兩極。

### 票房
全球票房累計1.74億美元，對比1.63億美元來說可謂是票房炸彈。

## 外部連結
- 官方网站
- AllMovie上《Cowboys & Aliens》的资料（英文）
- Box Office Mojo上《Cowboys & Aliens》的資料（英文）
- 互联网电影数据库（IMDb）上《Cowboys & Aliens》的资料（英文）
- Metacritic上《Cowboys & Aliens》的資料（英文）
- 爛番茄上《Cowboys & Aliens （页面存档备份，存于）》的資料（英文）